# اچ‌ام‌اس ساکسز (۱۸۲۵)
اچ‌ام‌اس ساکسز (۱۸۲۵) (به انگلیسی: HMS Success (1825)) یک کشتی بود که طول آن ۱۱۳ فوت ۸ اینچ (۳۴٫۶ متر) بود. این کشتی در سال ۱۸۲۵ ساخته شد.